# Aszangie Hajk
Aszangie Hajk (amh. አሽንጌ ሐይቅ) – jezioro leżące w Etiopii w regionie Tigraj. Najbliższym miastem jest Korem. Nie zebrano dokładnych danych na temat flory jeziora, wiadomo, że w okolicy rosną przedstawiciele rodzaju Acacia oraz Croton macrostachyus, Vernonia amygdalina, jak i również Buddleja polystachya. Od roku 1996 obszar jeziora uznawany jest za Important Bird Area.

## Awifauna
Na uznanie jeziora Aszangie za IBA wpłynęła obecność czterech gatunków - dwóch bliskich zagrożenia, podgorzałki (Aythya nyroca) i rudowodnika (Rougetius rougetii) oraz dwóch klasyfikowanych jako najmniejszej troski - ibisa koralikowego (Bostrychia carunculata) i tymala łuskogardłego (Turdoides tenebrosa).